# CVV
El CVV o codi valor de verificació o validació (Card Verification Value) és el grup de 3 o 4 dígits situat a la part posterior d'una targeta de crèdit. Aquest nom difereix entre les empreses de targetes de crèdit, ja que també es pot denominar CVC (Card Verification Code).
Existeixen dos tipus bàsics de codis de verificació de targetes de crèdit: el CVV de tipus 1 i el de tipus 2. Tots dos són generats per l'emissor de la targeta al moment de la seva emissió.

## CVV de tipus 1
El codi va encriptat en la segona pista de la banda magnètica de la targeta de crèdit i s'utilitza per a transaccions en les quals la targeta està físicament present. En introduir la targeta en el lector del punt de venda, s'obté el valor del codi, s'envia a l'emissor de la targeta que retorna l'autorització si el codi és vàlid. L'objectiu és assegurar-se que la targeta està en possessió del venedor. No obstant això, si la targeta es copia íntegrament i s'ha duplicat la banda magnètica, el CVV1 segueix sent vàlid. Aquests dígits es corresponen amb les últimes quatre xifres de la numeració principal de la targeta.

## CVV de tipus 2
És el codi més utilitzat pels titulars de la targeta, ja que el de tipus 1 es llegeix de forma automàtica i normalment el titular no és conscient del seu ús. Aquest codi és sol·licitat pels venedors en transaccions en les quals la targeta no està present, ja que són realitzades per internet, telèfon o altre tipus de via telemàtica. En alguns països el venedor està obligat a sol·licitar aquest codi perquè la transacció sigui vàlida mentre que en altres països és opcional. En aquest cas, els dígits es corresponen amb un algorisme aleatori que s'inclou en les targetes que no va sobreimprès i per la cara posterior per introduir a totes les transaccions electròniques en l'ús de TPVs virtuals.
El CVV o CVC és un codi propi de la targeta i, en el cas de pèrdua o substitució per una altra, aquest codi canvia sempre, però mai la numeració principal, tret que el titular anul·li el contracte amb la entitat financera.